# Curentul de stele din Ursa Mare

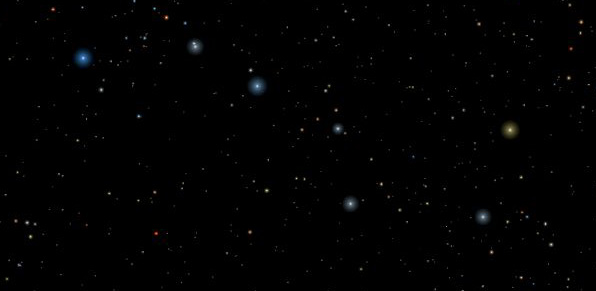
Asterismul Carul Mare: O mare parte din stelele acestui asterism fac parte din Curentul de stele din Ursa Mare.

Curentul de stele din Ursa Mare, cunoscut și sub numele de Grupul mișcător din Ursa Mare, Asociația Ursei Mari, precum și Collinder 285}}, este curentul stelar cel mai aproape de Terra. Este o asociație de stele care au  caracteristici comune, precum sunt vârsta, cinematica și compoziția chimică. Nucleul său se situează la circa 80 de ani-lumină de noi. Curentul cuprinde un mare număr de stele strălucitoare, cea mai mare parte dintre ele fiind situate în constelația Ursa Mare, iar cele mai strălucitoare fiind în asterismul Carul Mare.

## Descoperirea curentului de stele
Toate stelele din curentul Ursa Mare ocupă aceeași regiune a Căii Lactee și se deplasează cu viteze similare, în aceeași direcție. Ele posedă o metalicitate asemănătoare și aproximativ aceeași vârstă. Aceste puncte de convergență sugerează că aceste stele au o origine comună.
După vârsta componentelor, se crede că grupul mișcător din Ursa Mare este un fost roi deschis. El s-ar fi format pornind dintr-o nebuloasă protostelară, acum vreo 500 milioane de ani, ceea ce îl face relativ tânăr. Stelele din roi s-au dispersat apoi, în mod progresiv, sub acțiunea forțelor mareice, iar grupul ocupă acum o regiune a spațiului care măsoară aproximativ 30 de ani lumină lungime pe 18.
Curentul Ursei Mari a fost descoperit în 1868 de către Richard A. Proctor , care a remarcat că, exceptând  stelele Dubhe (α UMa) și Alkaid (η UMa), stelele din Ursa Mare posedă o mișcare proprie care le face pe toate să să se îndrepte spre același punct situat în Săgetătorul. Astfel, spre deosebire de cele mai multe alte constelații și asterisme, Ursa Mare este constituită în mare parte din stele strâns legate unele de celelalte.

## Membrii grupului
Mișcarea stelelor în spațiu constituie principalul criteriu pentru a determina dacă o stea este membră sau nu a curentului din Ursa Mare. Este necesar să se cunoască mișcarea proprie a stelelor, precum și viteza lor radială și paralaxa lor, pentru caracterizarea mișcării acestor stele. Satelitul Hipparcos a permis, în 2003, să amelioreze, în mod clar, estimarea mișcării proprii și a paralaxei  stelelor situate în vecinătatea Soarelui.  Odată distanța și magnitudinea aparentă a stelelor fiind cunoscute, se deduce magnitudinea lor absolută, precum și vârsta lor. Stelele care aparțin curentului din Ursa Mare apar ca având o vârstă comună de 500 de milioane de ani. 

### Membrii nucleului
Nucleul curentului din Ursa Mare este constituit din 14 stele, dintre care 13 aparțin constelației Ursa Mare, iar a paisprezecea aparține constelației vecine, Câinii de Vânătoare.
Majoritatea stelelor din asterismul Carul Mare face parte din nucleul acestei asociații stelare. Ele se disting printre cele mai strălucitoare. Iată aceste stele, membre ale curentului, din Carul Mare:
- Alioth (ε Ursae Majoris), cea mai strălucitoare stea din curent, cu o magnitudine aparentă de +1,77, la o distanță de 83 de ani-lumină.
- Sistemul multiplu Mizar (ζ Ursae Majoris), cu o magnitudine combinată de +2,23,  până distanța la 81 ani-lumină.
- Merak (β Ursae Majoris), la 80 ani lumină și cu o magnitudine aparentă de +2,37.
- Phecda (γ Ursae Majoris), la 84 ani lumină și mărime aparentă de +2,44.
- Megrez (δ Ursae Majoris), cu magnitudinea aparentă de +3,32, la distanța de 81 ani-lumină.

| Nume      | Constelația    | B | F  | HD     | HIP   | Magnitudine aparentă | Distanță (al) | Clasă spectrală | Note                                                     |
| --------- | -------------- | - | -- | ------ | ----- | -------------------- | ------------- | --------------- | -------------------------------------------------------- |
| ε UMa     | Ursa Major     | ε | 77 | 112185 | 62956 | 1.76                 | 81            | A0p             | Alioth                                                   |
| ζ UMa A   | Ursa Major     | ζ | 79 | 116656 | 65378 | 2.23                 | 78            | A2V             | Mizar, Mizat, Mirza, Mitsar, Vasistha (sistem cvadruplu) |
| β UMa     | Ursa Major     | β | 48 | 95418  | 53910 | 2.34                 | 79            | A1V             | Merak, Mirak                                             |
| γ UMa     | Ursa Major     | γ | 64 | 103287 | 58001 | 2.41                 | 84            | A0V SB          | Phad, Phecda, Phegda, Phekha, Phacd                      |
| δ UMa     | Ursa Major     | δ | 69 | 106591 | 59774 | 3.32                 | 81            | A3V             | Megrez, Kaffa                                            |
| ζ UMa B   | Ursa Major     | ζ | 79 | 116657 |       | 3.95                 |               |                 | Parte a lui Mizar (sistem cvadruplu)                     |
| 80 UMa    | Ursa Major     | g | 80 | 116842 | 65477 | 3.99                 | 81            | A5V SB          | Alcor, Saidak, Suha, Arundhati (sistem binar)            |
| 78 UMa    | Ursa Major     |   | 78 | 113139 | 63503 | 4.93                 | 81            | F2V             |                                                          |
| 37 UMa    | Ursa Major     |   | 37 | 91480  | 51814 | 5.16                 | 86            | F1V             |                                                          |
| HD 115043 | Ursa Major     |   |    | 115043 | 64532 | 6.82                 | 84            | G1V             | Gliese 503.2                                             |
| HD 109011 | Ursa Major     |   |    | 109011 | 61100 | 8.10                 | 77            | K2V             | NO UMa                                                   |
| HD 110463 | Ursa Major     |   |    | 110463 | 61946 | 8.28                 | 76            | K3V             | NP UMa                                                   |
| HD 109647 | Canes Venatici |   |    | 109647 | 61481 | 8.53                 | 86            | K0              | DO CVn                                                   |

### Stele periferice membre
Alte stele apațin curentului din Ursa Mare, însă ele sunt dispersate în largul boltei cerești, din Cefeu în Triunghiul Austral. 
| Nume       | Constelația         | B  | F  | HD     | HIP    | Magnitudine aparentă | Distanță (al) | Clasă spectrală | Note                                                                                    |
| ---------- | ------------------- | -- | -- | ------ | ------ | -------------------- | ------------- | --------------- | --------------------------------------------------------------------------------------- |
| β Aur      | Auriga              | β  | 34 | 40183  | 28360  | 1.90                 | 82            | A2V             | Menkalinan, Menkalina                                                                   |
| α CrB      | Corona Borealis     | α  | 5  | 139006 | 76267  | 2.22                 | 75            | A0V             | Alphecca, Alphacca, Alphekka, Gemma, Gnosia, Gnosia Stella Coronae, Asteroth, Ashtaroth |
| δ Aqr      | Aquarius            | δ  | 76 | 216627 | 113136 | 3.27                 | 159           | A3V             | Skat, Scheat, Seat, Sheat                                                               |
| ζ Leo      | Leo                 | ζ  | 36 | 89025  | 50335  | 3.43                 | 260           | F0III           | Adhafera, Aldhafera, Aldhafara                                                          |
| γ Lep A    | Lepus               | γ  | 13 | 38393  | 27072  | 3.59                 | 29            | F7V             |                                                                                         |
| β Ser      | Serpens             | β  | 28 | 141003 | 77233  | 3.65                 | 153           | A3V             | Chow                                                                                    |
| ζ Boo A    | Boötes              | ζ  | 30 | 129246 | 71795  | 3.78                 | 180           | A3IVn           |                                                                                         |
| χ1 Ori     | Orion               | χ1 | 54 | 39587  | 27913  | 4.39                 | 28            | G0V             |                                                                                         |
| ζ Boo B    | Boötes              | ζ  | 30 | 129247 |        | 4.43                 | 180           | A2III           |                                                                                         |
| 21 LMi     | Leo Minor           |    | 21 | 87696  | 49593  | 4.49                 | 91            | A7V             |                                                                                         |
| χ Cet A    | Cetus               | χ  | 53 | 11171  | 8497   | 4.66                 | 77            | F3III           |                                                                                         |
| γ Mic      | Microscopium        | γ  | 39 | 199951 | 103738 | 4.67                 | 223           | G8III           |                                                                                         |
| ζ Crt      | Crater              | ζ  | 27 | 102070 | 57283  | 4.71                 | 350           | G8III           |                                                                                         |
| ζ TrA      | Triangulum Australe | ζ  | 31 | 147584 | 80686  | 4.90                 | 39            | F9V             |                                                                                         |
| 16 Lyr     | Lyra                |    | 16 | 177196 | 93408  | 5.00                 | 128           | A7V             |                                                                                         |
| 66 Tau     | Taurus              | r  | 66 | 27820  | 20522  | 5.10                 | 396           | A3V             |                                                                                         |
| 59 Dra     | Draco               |    | 59 | 180777 | 94083  | 5.11                 | 89            | A9V             |                                                                                         |
| 89 Psc     | Pisces              | f  | 89 | 7804   | 6061   | 5.13                 | 220           | A3V             |                                                                                         |
| HD 75605   | Pyxis               |    |    | 75605  | 43352  | 5.19                 | 229           | G8III           |                                                                                         |
| 18 Boo     | Boötes              |    | 18 | 125451 | 69989  | 5.41                 | 85            | F5IV            |                                                                                         |
| HD 109799  | Hydra               |    |    | 109799 | 61621  | 5.41                 | 113           | F0V             |                                                                                         |
| π1 UMa     | Ursa Major          | π1 | 3  | 72905  | 42438  | 5.63                 | 47            | G1.5Vb          | Muscida                                                                                 |
| HD 220096  | Sculptor            |    |    | 220096 | 115312 | 5.65                 | 329           | G5IV            |                                                                                         |
| 29 Com     | Coma Berenices      |    | 29 | 111397 | 62541  | 5.71                 | 402           | A1V             |                                                                                         |
| HD 18778   | Cepheus             |    |    | 18778  | 14844  | 5.92                 | 202           | A7III-IV        |                                                                                         |
| HD 165185  | Sagittarius         |    |    | 165185 | 88694  | 5.94                 | 57            | G3V             | Gliese 702.1                                                                            |
| 6 Sex      | Sextans             |    | 6  | 85364  | 48341  | 6.01                 | 200           | A8III           |                                                                                         |
| HD 171746  | Hercules            |    |    | 171746 | 91159  | 6.21                 | 112           | G2Vv comp       |                                                                                         |
| HD 26932   | Taurus              |    |    | 26932  |        | 6.23                 | 69            | G0IV            |                                                                                         |
| HD 129798  | Draco               |    |    | 129798 | 71876  | 6.24                 | 139           | F2V             | DL Dra                                                                                  |
| 41 Vir     | Virgo               |    | 41 | 112097 | 62933  | 6.25                 | 199           | A7III           |                                                                                         |
| χ Cet B    | Cetus               | χ  | 53 | 11131  | 8486   | 6.72                 | 78            | G0              | EZ Cet                                                                                  |
| HD 71974 A | Lynx                |    |    | 71974  | 41820  | 7.51                 | 94            | G5              |                                                                                         |
| HD 59747   | Lynx                |    |    | 59747  | 36704  | 7.70                 | 64            | G5              | DX Lyn                                                                                  |
| HD 28495   | Camelopardalis      |    |    | 28495  | 21276  | 7.76                 | 90            | G0              | MS Cam                                                                                  |
| HD 173950  | Lyra                |    |    | 173950 | 92122  | 8.08                 | 121           | G5              | V595 Lyr                                                                                |
| HIP 66459  | Canes Venatici      |    |    |        | 66459  | 9.06                 | 36            | K5              | Gliese 519                                                                              |
| HD 71974 B | Lynx                |    |    | 71974  | 41820  | 9.09                 | 94            |                 |                                                                                         |
| HD 95650   | Leo                 |    |    | 95650  | 53985  | 9.68                 | 38            | M0              | DS Leo, Gliese 410                                                                      |
| HD 238224  | Ursa Major          |    |    | 238224 | 65327  | 9.72                 | 82            | K5              | Gliese 509.1                                                                            |
| HD 13959   | Cetus               |    |    | 13959  | 10552  | 9.76                 | 124           | K2              | Gliese 91.1                                                                             |
| HD 156498  | Ophiuchus           |    |    | 156498 | 84595  | 9.98                 | 271           |                 | V2369 Oph                                                                               |

### Atribuiri
De-a lungul timpului, s-a crezut că steaua Sirius ar aparține acestui grup, dar cercetările din 2003, efectuate de Jeremy King, sugerează că Sirius este prea tânără pentru a fi membră cu drepturi depline.
Soarele nostru însuși este situat la periferia acestui grup, dar nici el nu este totuși membru al grupului, deoarece vârsta sa de (circa 4,6 miliarde de ani) îl face, într-adevăr, prea bătrân ca să poată face parte din grup. Soarele nostru parcurge solitar o orbită de 250 de milioane de ani în jurul centrului galactic, încât, în urmă cu 40 de milioane de ani, el nu se afla în vecinătatea stelelor din curentul Ursei Mari.